# Skyrunner World Series 2003
Navigation
2002 2004
Le Skyrunning World Series 2003 est la deuxième édition du Skyrunner World Series, compétition internationale de Skyrunning fondée en 2002 par la fédération internationale de skyrunning. 

## Programme
| Nom de la course                      | Pays       | Date             | Vainqueur         | Vainqueure          |
| ------------------------------------- | ---------- | ---------------- | ----------------- | ------------------- |
| Maraton Alpino Madrileno              | Espagne    | 15 juin 2003     | Agustí Roc Amador | Corinne Favre       |
| SkyMarathon Sentiero 4 Luglio         | Italie     | 6 juillet 2003   | Mario Poletti     | Corinne Favre       |
| Kilomètre Vertical Face De Bellevarde | France     | 12 juillet 2003  | Marco De Gasperi  | Corinne Favre       |
| Barr Trail Mountain Race              | États-Unis | 13 juillet 2003  | Paul Low          | Kelli Lusk          |
| Sierre-Zinal                          | Suisse     | 10 août 2003     | Jonathan Wyatt    | Tsige Worku         |
| Cervinia SkyMarathon                  | Italie     | 7 septembre 2003 | Lucio Fregona     | Gisella Bendotti    |
| Mount Kinabalu Climbathon             | Malaisie   | 4 octobre 2003   | Marco De Gasperi  | Kuilin Danny Gongot |

## Classements
| Rang | Nom                    | Points | Victoire(s) |
| ---- | ---------------------- | ------ | ----------- |
| 1    | Agustí Roc Amador      | 338    | 1           |
| 2    | Lucio Fregona          | 306    | 1           |
| 3    | Jean Pellissier        | 254    |             |
| 4    | Joan Colomer           | 234    |             |
| 5    | Dennis Brunod          | 234    |             |
| 6    | Asier Urdampilleta     | 232    |             |
| 7    | Xavier Teixido         | 216    |             |
| 8    | Gaizka Itza Bengoetxea | 214    |             |
| 9    | Bruno Brunod           | 202    |             |
| 10   | Marco De Gasperi       | 200    | 2           |

| Rang | Nom                 | Points | Victoire(s) |
| ---- | ------------------- | ------ | ----------- |
| 1    | Teresa Forn         | 310    |             |
| 2    | Anna Serra          | 306    |             |
| 3    | Corinne Favre       | 300    | 3           |
| 4    | Marta Busquets      | 290    |             |
| 5    | Gisella Bendotti    | 178    | 1           |
| 6    | Kelli Lusk          | 158    | 1           |
| 7    | Tsige Worku         | 100    | 1           |
| 8    | Kuilin Danny Gongot | 100    | 1           |
| 9    | Kari Distefano      | 88     |             |
| 10   | Angéline Joly       | 88     |             |